# Crembalastis
Crembalastis é um gênero de mariposa pertencente à família Acrolepiidae.